# Ступак, Фёдор Григорьевич
Фёдор Григорьевич Ступак (18.10.1890 — 24.09.1969) — советский военачальник, участник Великой Отечественной войны. Генерал-майор танковых войск (1941).

## Биография

### Начальная биография
Родился 18 октября 1890 года в деревне Ярошовка Ольшанской волости Харьковский уезд Харьковской губернии (ныне село Ярошовка Дергачёвского района, Харьковская область, Украина). Украинец.
Член ВКП(б) с 1918 года.
Окончил Ольшанскую 3-классную земскую школу (1901).
Образование:2-е Киевские артиллерийские курсы (1919), Высшая Бронетанковая школа(1924), Ленинградские артиллерийские КУКС (1925), КУКС при Военная академия механизации и моторизации РККА (ВАММ РККА) имени И. В. Сталина (1937), КУВНАС при Военная академия механизации и моторизации РККА (ВАММ РККА) имени И. В. Сталина (1941).

### Служба в армии
В Красной гвардии с октября 1917 года. В РККА с 1918 г.. С октября 1917 года командир в Московском рабочем отряде. С октября 1918 года командир 1-го тяжелого артиллерийского дивизиона 12-й армии.
С мая 1919 года — курсант 2-х Киевских артиллерийских курсов.
С сентября 1919 года — командир 2-х Киевских артиллерийских курсов. С декабря 1919 года — командир дивизиона 61-й стрелковой дивизии. С мая 1920 года — командир дивизиона 58-й стрелковой дивизии 12-й армии. С января 1921 года — военком отдельной роты пополнения при Управлении начальника бронечастей УВО Юго-Западного фронта. С 16 августа 1921 года командир — военком бронепоезда № 62 (Юго-Западный фронт). С 20 декабря 1921 года — командир бронепоезда Высшей автобронешколы.
С апреля 1924 года — слушатель Высшей военно-автобронешколы. С 8 сентября 1925 года — слушатель Артиллерийских курсов усовершенствования комсостава (Детское Село).
С 12 сентября 1925 года — командир дивизиона бронепоездов (Украинский военный округ). С 20 августа 1925 года — помощник командира 80-го артиллерийского полка по хоз/части 80-й стрелковой дивизии (Украинский ВО). С 1 февраля 1928 года — командир дивизиона 3-го полевого тяжелого артиллерийского полка 14-го стрелкового корпуса. С 27 апреля 1931 г. — помощник командира 30-го артиллерийского полка по стр/части 30-й стрелковой дивизии (Украинский военный округ). С декабря 1932 года — начальник бронечасти 24-й стрелковой дивизии (Украинский военный округ).
С 6 февраля 1936 года — слушатель Курсов усовершенствования начсостава Военная академия механизации и моторизации РККА (ВАММ РККА) имени И. В. Сталина.
С 13 января 1937 года — Начальник АБТС 24-й стрелковой дивизии (Киевский ВО). С 9 октября 1937 года — командир 14-го механизарованного (с 1939 года — 29-й танкового) полка 14-й кавалерийской дивизии.
С 11 июля 1940 года — командир 405-го танкового полка 7-й моторизованной дивизии 8-го механизированного корпуса. Дрогобыч.
9 декабря 1940 года назначен командиром 37-й танковой бригады (2-го формирования).
Приказом НКО № 0662 от 21.03.1941 года Ступак Ф. Г. назначен начальником Вольского танкового училища (Вольское пехотное училище). С 14 февраля 1941 года согласно приказу НКО № 060 переформировывается в Вольское бронетанковое училище по штату № 17/21.
Приказом НКО № 0711 от 19.03.1941 года училище было передислоцировано в Сызрань.
Директивой Генштаба от 5 мая 1941 года переименовано в Сызранское танковое училище по месту новой дислокации. (Сызрань).
В Великую Отечественную войну 1941—1945 годы командовал Сызранским танковым училищем. После войны, в июле 1947 года Сызранское танковое училище было расформировано.
С июля 1947 года — генерал-майор т/в Ступак Ф. Г. в распоряжении Командующего БТ и МВ .
С 3.01.1948 по 2.12.1955 — военный комиссар Орджоникидзевского (Ставропольского) края.
Приказом МО СССР № 04988 от 02.12.1955 года уволен в отставку по ст. 60 а (по возрасту) с правом ношения военной формы одежды.
Умер 24 сентября 1969 года. Похоронен в Ставрополе.

## Воинские звания
- майор (Приказ НКО № 0678 от 1936)[4],
- полковник (Приказ НКО № 0124/п от 1938)[4],
- генерал-майор т/в (Постановление СНК № 1219 от 05.11.1943)[4].

## Награды
- Орден  Ленина (21.02.1945)[7][1],
- Двумя орденами Красного Знамени (03.11.1944)[8][1], (06.11.1947)[9][1].
- Орден Красной Звезды (15.12.1943)[10][1].
- Медаль «За победу над Германией в Великой Отечественной войне 1941-1945 гг.» (09.05.1945)[11][4];
- Медаль XX лет РККА(1938)[4].
- Юбилейная медаль «30 лет Советской Армии и Флота» (1948)[4];
- Медаль «За доблестный труд в Великой Отечественной войне 1941—1945 гг.» (06.06.1945)[12];

## Память
- Имя воина увековечено в Главном Храме Вооружённых сил России, и навсегда запечатлено на мемориале «Дорога памяти»[13]